# Vinařství Oldřich Drápal
Vinařství Oldřich Drápal je české vinařství působící v Mikulovské vinařské podoblasti, které je známé především specializací na výrobu slámových vín. Patří mezi průkopníky této technologie v České republice a produkci slámových vín se věnuje systematicky od roku 2003. Vinařství vzniklo v roce 1980 a funguje jako malý rodinný podnik, jenž zpracovává hrozny od vybraných pěstitelů z okolí Mikulova. 

## Výroba a specializace

Oldřich Drápal

Vinařství se soustředí na výrobu slámových vín z odrůd typických pro Moravu, jako jsou Ryzlink vlašský, Veltlínské zelené, Tramín červený, Malverina nebo Saphira. Slámové víno zde vzniká tradiční metodou – ručně sklízené hrozny o cukernatosti 20–24° ČNM jsou po sklizni několik měsíců uloženy nebo zavěšeny na rákosových roštech, kde dochází k přirozenému zvyšování cukernatosti až na 40–50° ČNM. Výlisnost těchto hroznů je poměrně nízká a odráží se ve specifickém chuťovém a aromatickém profilu těchto vín. Výsledná vína mají obvykle 10–12% alkoholu a vysoký obsah bezcukerného extraktu (50–80 g/l), což podporuje jejich dlouhodobou archivaci. Lahvování probíhá převážně po dvou letech zrání. 

## Další aktivity
Vinařství Oldřich Drápal se kromě výroby vín zabývá také produkcí vinného rosolu, který byl oceněn značkou Regionální potravina. 

## Ocenění
Slámová vína získala řadu ocenění v České republice i zahraničí. Produkty vinařství se pravidelně umisťují na předních místech v domácích i mezinárodních soutěžích a jsou oceňovány pro svou archivační kvalitu a výrazný chuťový profil.
Výběr ocenění slámových vín:
- Rekordman roku, Česko, 2025 – největší množství vyrobeného slámového vína šarže 0104 z roku 2004 (Rulandské šedé) [5]
- Finger Lakes International Wine Competition, USA, 2025 – velká zlatá medaile za Pálavu (2015), stříbrná medaile za Ryzlink rýnský (2016) [6]
- Grand Prix Vinex, Česko, 2025 – zlatá medaile za Malverinu (2023) [7]
- Hradecký pohár vína, 2025 – velká zlatá za Malverinu (2023) a Bobulky 70 (2017), stříbrná medaile za Souvignier Gris (2021) [8]
- Oenoforum, Česko, 2025 – zlatá medaile za Saphiru (2023) a Cuvée (2017) [9]
- GASTRO – víno, které chutná Brnu, 2024 – zlatá medaile za Malverinu (2023), stříbrná medaile za Cabernia VzC (2013) a Sauvignier gris (2022) [10]
- Berliner Wein Trophy, Německo, 2022 – velká zlatá medaile za Bobulky 69 (2016), zlatá medaile za Alibernet (2015), Chardonnay (slámové, 2018), Cabernia Výběr z cibéb (2009), Rulandské bílé (slámové, 2017) [11]
- Asia Wine Trophy, Jižní Korea, 2022 – velká zlatá medaile za Cabernia Výběr z cibéb (2009), zlatá medaile za Alibernet (2015), Rulandské bílé (2017), Chardonnay (2018) [12]
- Portugal Wine Trophy, 2022 - zlatá medaile za Bobulky 70 (2017) [13]
- Cuvée Ostrava, 2021 – dvojnásobná zlatá medaile za Bobulky 69 (2016) [14]
- Uvedení do Síně slávy českého a moravského vinařství, 2020 [15]
- MUVINA Prešov, 2019 - zlatá medaile za Bobulky 70 (2017)
- Sélections Mondiales des Vins, Québec, Kanada, 2017 – velká zlatá medaile za Bobulky od kapličky (2015), zlatá medaile za Bobulky 68 (2015) [16]
- Mezinárodní haličský konkurz vín, Krakov, 2017 – titul Champion + velká zlatá medaile za Bobulky 68 (2015) [17]
- Vino Ljubljana, Slovinsko, 2008 –  titul Champion za Frankovku (2006) [18]

- Concours Mondial de Bruxelles, Francie, 2008 – zlatá medaile za Tramín červený (2004) [19]